# EPrix van Buenos Aires 2016
De ePrix van Buenos Aires 2016 werd gehouden op 6 februari 2016 op het Puerto Madero Street Circuit. Het was de vierde race van het seizoen.
De race werd gewonnen door Sam Bird voor het DS Virgin Racing Formula E Team. Sébastien Buemi werd tweede voor Renault e.Dams en ABT Schaeffler Audi Sport-coureur Lucas di Grassi maakte het podium compleet.

## Kwalificatie
| Pos | No | Coureur                | Team                            | Q1       | Q2       | Grid |
| --- | -- | ---------------------- | ------------------------------- | -------- | -------- | ---- |
| 1   | 2  | Sam Bird               | DS Virgin Racing Formula E Team | 1:09.474 | 1:09.420 | 1    |
| 2   | 8  | Nicolas Prost          | Renault e.Dams                  | 1:09.473 | 1:09.751 | 2    |
| 3   | 55 | António Félix da Costa | Team Aguri                      | 1:09.381 | 1:09.761 | 3    |
| 4   | 4  | Stéphane Sarrazin      | Venturi Formula E Team          | 1:09.236 | 1:10.298 | 4    |
| 5   | 12 | Mike Conway            | Venturi Formula E Team          | 1:09.602 | 1:12.391 | 5    |
| 6   | 27 | Robin Frijns           | Andretti Formula E Race Team    | 1:09.616 |          | 6    |
| 7   | 11 | Lucas di Grassi        | ABT Schaeffler Audi Sport       | 1:09.677 |          | 7    |
| 8   | 66 | Daniel Abt             | ABT Schaeffler Audi Sport       | 1:09.814 |          | 8    |
| 9   | 1  | Nelson Piquet jr.      | NEXTEV TCR Formula E Team       | 1:09.931 |          | 9    |
| 10  | 7  | Jérôme d'Ambrosio      | Dragon Racing                   | 1:10.067 |          | 10   |
| 11  | 88 | Oliver Turvey          | NEXTEV TCR Formula E Team       | 1:10.126 |          | 11   |
| 12  | 6  | Loïc Duval             | Dragon Racing                   | 1:10.130 |          | 12   |
| 13  | 23 | Nick Heidfeld          | Mahindra Racing Formula E Team  | 1:10.321 |          | 13   |
| 14  | 28 | Simona De Silvestro    | Andretti Formula E Race Team    | 1:10.446 |          | 14   |
| 15  | 25 | Jean-Éric Vergne       | DS Virgin Racing Formula E Team | 1:10.581 |          | 15   |
| 16  | 21 | Bruno Senna            | Mahindra Racing Formula E Team  | 1:11.306 |          | 16   |
| 17  | 77 | Salvador Durán         | Team Aguri                      | 1:13.256 |          | 17   |
| 18  | 9  | Sébastien Buemi        | Renault e.Dams                  | 1:19.421 |          | 18   |

## Race
| Pos | No | Coureur                | Team                            | Rondes | Tijd/Oorzaak uitval | Grid | Punten |
| --- | -- | ---------------------- | ------------------------------- | ------ | ------------------- | ---- | ------ |
| 1   | 2  | Sam Bird               | DS Virgin Racing Formula E Team | 35     | 45:28.385           | 1    | 28     |
| 2   | 9  | Sébastien Buemi        | Renault e.Dams                  | 35     | +0.716              | 18   | 18     |
| 3   | 11 | Lucas di Grassi        | ABT Schaeffler Audi Sport       | 35     | +7.525              | 7    | 15     |
| 4   | 4  | Stéphane Sarrazin      | Venturi Formula E Team          | 35     | +9.415              | 4    | 12     |
| 5   | 8  | Nicolas Prost          | Renault e.Dams                  | 35     | +11.316             | 2    | 10     |
| 6   | 6  | Loïc Duval             | Dragon Racing                   | 35     | +15.660             | 12   | 8      |
| 7   | 23 | Nick Heidfeld          | Mahindra Racing Formula E Team  | 35     | +16.444             | 13   | 6      |
| 8   | 27 | Robin Frijns           | Andretti Formula E Race Team    | 35     | +18.685             | 6    | 4      |
| 9   | 88 | Oliver Turvey          | NEXTEV TCR Formula E Team       | 35     | +22.007             | 11   | 2      |
| 10  | 21 | Bruno Senna            | Mahindra Racing Formula E Team  | 35     | +22.456             | 16   | 1      |
| 11  | 25 | Jean-Éric Vergne       | DS Virgin Racing Formula E Team | 35     | +24.482             | 15   |        |
| 12  | 1  | Nelson Piquet jr.      | NEXTEV TCR Formula E Team       | 35     | +24.641             | 9    |        |
| 13  | 66 | Daniel Abt             | ABT Schaeffler Audi Sport       | 35     | +27.998             | 8    |        |
| 14  | 28 | Simona De Silvestro    | Andretti Formula E Race Team    | 35     | +36.171             | 14   |        |
| 15  | 12 | Mike Conway            | Venturi Formula E Team          | 35     | +39.581             | 5    |        |
| 16  | 7  | Jérôme d'Ambrosio      | Dragon Racing                   | 34     | +1 ronde            | 10   | 2      |
| DNF | 55 | António Félix da Costa | Team Aguri                      | 17     | Uitgevallen         | 3    |        |
| DNF | 77 | Salvador Durán         | Team Aguri                      | 14     | Uitgevallen         | 17   |        |

## Standen na de race

### Coureurs
| Positie | Rijder            | Team                            | Punten |
| ------- | ----------------- | ------------------------------- | ------ |
| 1       | Sébastien Buemi   | Renault e.Dams                  | 80     |
| 2       | Lucas di Grassi   | ABT Schaeffler Audi Sport       | 76     |
| 3       | Sam Bird          | DS Virgin Racing Formula E Team | 52     |
| 4       | Loïc Duval        | Dragon Racing                   | 32     |
| 5       | Jérôme d'Ambrosio | Dragon Racing                   | 30     |

### Constructeurs
| Positie | Team                            | Punten |
| ------- | ------------------------------- | ------ |
| 1       | Renault e.Dams                  | 101    |
| 2       | ABT Schaeffler Audi Sport       | 86     |
| 3       | Dragon Racing                   | 62     |
| 4       | DS Virgin Racing Formula E Team | 59     |
| 5       | Mahindra Racing Formula E Team  | 34     |